# Königreich Taqali
Das Taqali- oder Tegalikönigreich war ein Staat in den Nuba-Bergen im heutigen Zentralsudan.
Im Gegensatz zum umgebenden Kurdufan waren die Hochländer der Hügel recht feucht und ermöglichten damit den Ackerbau und eine dichte Bevölkerung. Der Staat lag um das Taqali-Massiv, dem höchsten Teil der Berge im Nordosten der Region. Seine Frühgeschichte ist unbekannt, obwohl mündliche Überlieferungen besagen, es sei vor vielen Jahrhunderten zur gleichen Zeit wie das Sultanat von Sannar gegründet worden. Die Forscherin Janet Ewald zweifelt an diesen Erzählungen und glaubt, dass der Staat kaum vor dem späten 18. Jahrhundert aufgetreten sein kann und dass die frühen Herrscher auf der Königsliste halb-mythologisch seien.
Ewald argumentiert, dass der erste wahre Herrscher von Taqali Muhammad wad Dschayli gewesen sei und dass er und sein Sohn Ismail den Staat „erfanden“. Sie glaubt, dass das Reich während der Periode der Unordnung im Kurdufan gegründet wurde, als das Sultanat von Sannar niederging und Darfurs Macht wuchs. Muhammad begann den Prozess der Einigung der Region. Als Makk wurde er von seinem Bruder Umar beerbt. Umar jedoch wurde um 1783 von Ismail und Adschaid, der Königinmutter, gestürzt. Ismail riss das Regime an sich und expandierte den Staat weiter, wobei er die Kontrolle über die „99 Hügel“ der Region übernahm. Sein Sohn Abakr folgte ihm auf friedliche Weise, doch danach wurde der Staat von einem Nachfolgestreit ergriffen, der den größten Teil der Periode zwischen 1840 und 1880 einnahm.
Trotz seiner kleinen Größe blieb das Königreich Taqali unabhängig von seinen mächtigeren Nachbarn. Während die Nuba-Berge eine gute Lage für Ackerbau hatten, wurden sie vom trockenen Kurdufan umgeben. Diese Region war viel zu trocken, um eine große Armee zu versorgen, und so konnten lediglich kleinere Expeditionen entsandt werden. Das felsige Terrain des Taqali-Massivs diente als natürliche Befestigung. Das Sultanat von Sannar übte zwar genug Druck aus, um Taqali zur jährlichen Zahlung eines Tributs zu bewegen, doch das Gebiet wurde niemals erobert. Als Sannar bei der ägyptischen Invasion von 1821 zu Grunde gerichtet wurde, ging die Situation ähnlich weiter. Die Ägypter starteten drei Attacken gegen das Königreich, doch jede einzelne verlief im Sande. Letztendlich wurde eine Vereinbarung getroffen, nach der Taqali de facto unabhängig bleiben würde, den Ägyptern aber dennoch einen nominellen Betrag zahlen und offiziell in den ägyptischen Sudan eingeschlossen würde.
Schließlich wurde der Staat doch erobert, und zwar durch die Streitkräfte des Mahdi Muhammad Ahmad. Makk Adam balancierte zwischen den Ägyptern und dem Mahdi, indem er beide Parteien seiner Unterstützung versicherte, doch keiner half. 1883 entschied der Mahdi dann, dass Taqali erobert werden musste. Seine Armeen erreichten mehr als alle vorangehenden, und so wurde Makk Adam im Juli 1884 erobert und starb schließlich in Gefangenschaft. Die Aufstände in Taqali setzten sich fort und Hamdan abu Anja wurde gesandt, um diese Widerstände niederzuschlagen. Dies wurde getan, dabei wurde die Region stark ausgeplündert und zerstört.
Nach der Niederlage der Mahdisten wurden die Mukuk von Taqali wieder in Amt und Würden eingesetzt, doch sie wurden von den Briten jetzt genau kontrolliert. Taqali erwies sich als nützlicher Partner und die Briten gaben dem Reich nach und nach immer mehr Territorium zur Kontrolle und Verwaltung. So ging es auch nach der Unabhängigkeit des Sudan 1956 weiter, doch nach dem Staatsstreich von 1969 wurde dem Staat sämtliche Verwaltungsmacht genommen. Der Makk oder Woster von Taqali blieb trotz seiner politischen Machtlosigkeit bis heute ein förmlicher Führer der Bewohner dieser Region.

## Mukuk von Taqali
- Muhammad al-Rubatabi
- Dschayli Abu Dscharida
- Sabo
- Dschayli Umara
- Dschayli Awan Allah
- Dschayli Abu Qurun
- Muhammad wad Dschayli – um 1750
- Umar I. – bis 1783
- Ismail – 1783 bis 1800
- Abakr I. – 1800 bis 1820
- Umar II. – 1800 bis 1835
- Ahmad – 1835 bis 1840
- Maryud – 1840 bis 1843
- Nasir – 1843 bis etwa 1860
- Adam I. – etwa 1860 bis 1884
- Interregnum – 1884 bis 1898
- Dschayli – 1898 bis 1916
- Abakr II. – 1916 bis 1920
- Adam II. – 1920 bis heute (1990)